# الأمل الرياضي ببوشمة
الأمل الرياضي ببوشمة هو فريق كرة قدم تونسي من مدينة بوشمة نشط في موسم 2011-2012 في الرابطة التونسية الثالثة لكرة القدم بمجموعة الجنوب. و ينشط حاليا في الرابطة المحترفة الثانية لكرة القدم 

## وصلات خارجية
- الموقع الرسمي للجامعة التونسية لكرة القدم